# Бартоломю Робъртс
Бартоломю Робъртс (на английски: Bartholomew Roberts) или Черния Барт (Black Bart), рождено име Джон Робърт (John Robert) (17 май 1682 – 10 февруари 1722) е известен пират от уелски произход.

Роден е в уелското село Каснеуид Бах.
Робъртс е известен преди всичко като отклонение от традиционния образ на пирата – обличал се винаги извънредно добре, имал изтънчени обноски, бил въздържател, мразел излишното насилие и се отнасял много добре към екипажите на пленените кораби.
Убит е от оръдеен картеч по време на битка с британски военен кораб. Изпълнявайки последното му желание, екипажът изхвърля тялото му в морето.